# Rumea manauensis
Rumea manauensis är en insektsart som beskrevs av Chamorro Rengifo och Lopes-andrade 2009. Rumea manauensis ingår i släktet Rumea och familjen syrsor. Inga underarter finns listade i Catalogue of Life.